# Marian Janelli
Marian Janelli (ur. 23 stycznia 1873 w Rożniatowie, zm. 19 września 1945 w Leśnej Podlaskiej) – polski doktor praw, nauczyciel, autor podręczników szkolnych.

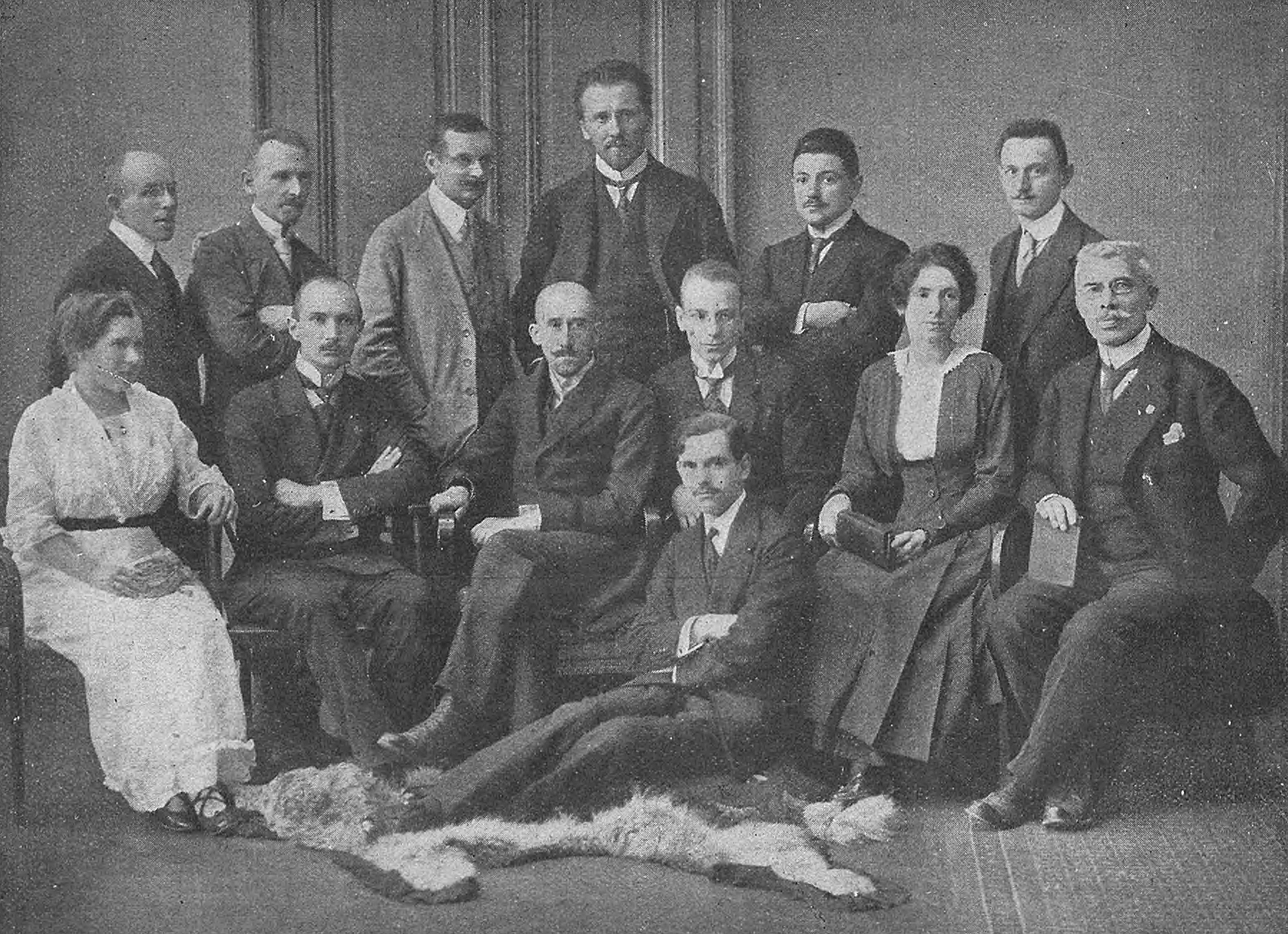
Zarząd Polskiego Archiwum Wojennego w 1915. Drugi od lewej stoi Marian Janelli

## Życiorys
Urodził się 23 stycznia 1873 w Rożniatowie. W 1893 ukończył ósmą klasę z wynikiem celującym i zdał egzamin dojrzałości w C. K. Gimnazjum w Stanisławowie w 1893. Od 1893 do 1904 studiował na Uniwersytecie Lwowskim: na Wydziale Filozoficznym, gdzie uzyskał stypendium oraz na Wydziale Prawa, który ukończył uzyskując stopień naukowy doktora w 1902. 
Podjął pracę nauczyciela od 6 listopada 1902. Jesienią 1902 został mianowany zastępcą nauczyciela w C. K. V Gimnazjum we Lwowie. 28 listopada 1904 zdał nauczycielski egzamin podstawowy w zakresie historii i geografii. W połowie 1905 został mianowany zastępcą nauczyciela w C. K. Gimnazjum w Nowym Sączu a 19 czerwca 1905 został mianowany nauczycielem rzeczywistym. 21 czerwca 1906 i pod koniec 1907 jako nauczyciel rzeczywisty został przeniesiony do filii C. K. V Gimnazjum we Lwowie. Od 1908 pracował na posadzie profesora w C. K. VIII Gimnazjum we Lwowie. Następnie uczył języka polskiego w Prywatnym Gimnazjum im. Adama Mickiewicza we Lwowie.
Był działaczem Towarzystwa Nauczycieli Szkół Wyższych, w 1909 delegatem do Komitetu, w październiku 1909 pełnił funkcję sekretarza na Polskim Kongresie Pedagogicznym we Lwowie oraz był przewodniczącym sekcji szkolnictwa średniego, w maju 1910 został wybrany zastępczą członka zarządu głównego TNSW. Został też członkiem zarządu. Przed 1914 był dyrektorem biura zarządu głównego TNSW. Według stanu z 1912 był członkiem Towarzystwa Historycznego. Był wiceprezesem Związku Galicyjskich Towarzystw Urzędników i Nauczycieli oraz prezesem Związku Państwowego Austriackich Towarzystw Nauczycieli Szkół Średnich.
Został odznaczony austro-węgierskim Krzyżem Jubileuszowym dla Cywilnych Funkcjonariuszów Państwowych. Po wybuchu I wojny światowej w 1914 przebywał w Wiedniu. Tam w 1915 został członkiem zarządu Polskiego Archiwum Wojennego. Jako c. k. profesor rozporządzeniem z 16 lutego 1916 został przydzielony z C. K. VIII Gimnazjum we Lwowie do C. K. Gimnazjum Męskiego w Sanoku, uczył historii, języka łacińskiego, geografii. 19 kwietnia 1916 otrzymał tytuł profesora VIII rangi. Współpracował z zawiązanym w lutym 1916 Kołem Ligi Kobiet Miasta Sanoka. W 1918 był nadal przydzielony do C. K. VIII Gimnazjum Realnego we Lwowie z polskim językiem wykładowym. 
Z dniem 1 lipca 1919 został powołany do pracy w Radzie Szkolnej Krajowej w charakterze wizytatora. Jako wizytator okręgowy szkół od 1921 sprawował stanowisko naczelnika Wydziału II Szkolnictwa Średniego w Kuratorium Okręgu Szkolnego Lwowskiego. W tym czasie równolegle wykładał w Państwowym Wyższym Kursie Nauczycielskim we Lwowie, Towarzystwie Szkoły Handlowej. Jako wizytator KOSL 17 marca 1925 został mianowany naczelnikiem wydziału tamże. W 1928 został przeniesiony w stan spoczynku. W wyborach samorządowych 1934 uzyskał mandat radnego Rady Miasta Lwowa z ramienia listy endeckiej (jego zastępcą został adw. dr Bogusław Longchamps de Berier) i pełnił mandat radnego. Po zaprzysiężeniu na urząd prezydenta Lwowa dr. Stanisława Ostrowskiego, został wybrany delegatem rady do komitetu nagrody historycznej im. Szajnochy.
Po wybuchu II wojny światowej 1939 wyjechał z rodziną ze Lwowa i osiadł w Leśnej Podlaskiej. Podczas okupacji niemieckiej podjął działalność w ramach tajnego nauczania. Na przełomie 1944/1945 był nauczycielem w Liceum Pedagogicznym w Leśnej Podlaskiej.
Opublikował tomik poezji, był autorem podręczników szkolnych, w 1915 był wydawcą pisma „Szkoła Polska” w Wiedniu, a w publikował w czasopiśmie „Rozgrywka”, używając pseudonimów „John Ly” oraz „żongler”.
Jego żoną była Stefania z domu Drozd, z którą miał córki Marię (ur. 1906), Albinę (zm. w 1919 w wieku 5 lat) oraz synów Ludomira (ur. 1903), Stefana Benedykta (ur. 1908). 
Zmarł 19 września 1945 w Leśnej Podlaskiej. Został pochowany na Cmentarzu Świętej Rodziny we Wrocławiu.

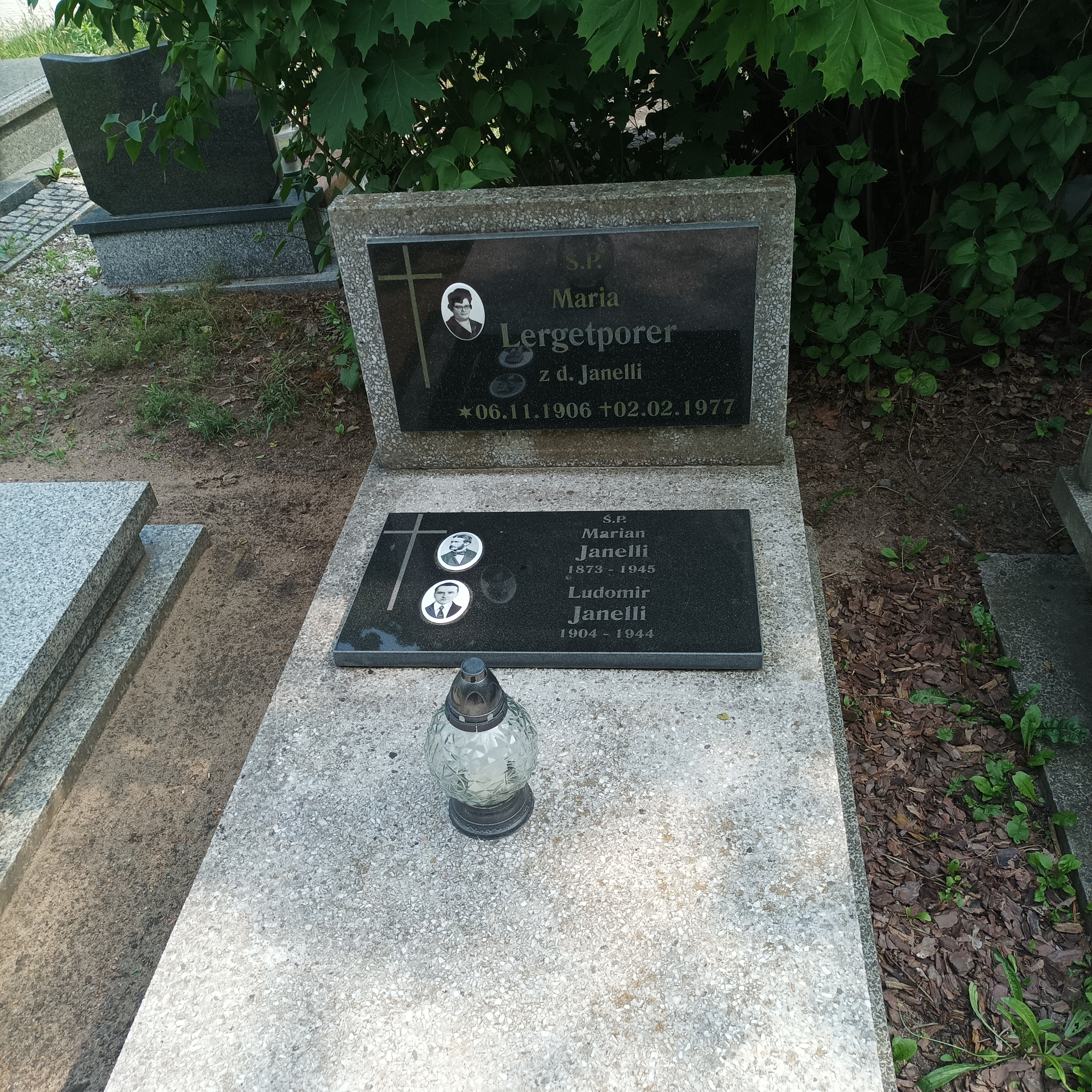
Grób dra Mariana Janellego na Cmentarzu Świętej Rodziny we Wrocławiu

## Publikacje
- Pierwsze grzechy. Poezye 1892-1895 (1896)[50]
- Nowe plany naukowe (1909)[51]
- Wiadomości polityczne i społeczne jako przedmiot nauki w VIII. klasie gimnazyalnej (1910)
- Reforma konferencyi nauczycielskich. Rreferat wygłoszony na Konferencyi grona gimnazyum VIII. we Lwowie, dnia 12. października 1912 (1912)[52]
- Z dziejów ojczystych. Zbiór opowiadań dla młodzieży szkół powszechnych i średnich (1913[53], 1920, współautorka: Julia Kisielewska)
- Zbiór ustaw i rozporządzeń odnoszących się do szkół średn. w Galicyi. T. 1, Szkoła. Z. 1 (1914, współautor: Kazimierz Missona)
- Dzieje powszechne. Podręcznik do nauki historyi na stopniu wyższym szkół średnich. Cz. 1, Obejmująca okres starożytny (1915, współautor: Adam Szelągowski)[54]
- Zbiór ustaw i rozporządzeń odnoszących się do szkół średn. w Galicyi. T. 1, Szkoła. Z. 2 (1916, współautor: Kazimierz Missona)
- Zbiór ustaw i rozporządzeń odnoszących się do szkół średn. w Galicyi. T. 1, Szkoła. Z. 3 (1916, współautor: Kazimierz Missona)
- Dzieje powszechne. Podręcznik do nauki historyi na stopniu wyższym szkół średnich. Cz. 2 (1918, współautor: Adam Szelągowski)
- Regulamin gimnazjalnych egzaminów dojrzałości (rozporządzenie Ministerstwa Wyznań Relig. i Ośw. Publicznego z dnia 19 grudnia 1925 r. L. 18655/II (1925)[55]
- Z dziejów ojczystych dla I klasy gimnazjalnej (1926, współautorka: Julia Kisielewska)
- Polska współczesna. Podręcznik dla kl. VII szkół powszechnych (1928, współautor: Stanisław Pawłowski)